# Baron Carpenter
Baron Carpenter, of Killaghy in the County of Kilkenny, war ein erblicher britischer Adelstitel in der Peerage of Ireland.
Der Titel wurde am 29. Mai 1719 für den General und Politiker George Carpenter geschaffen.
Sein Enkel, der 3. Baron, wurde am 1. Mai 1761 zum Earl of Tyrconnell und Viscount Carlingford erhoben.
Alle drei Titel erloschen am 25. Juni 1853, als dessen Enkel, der 4. Earl, ohne Nachkommen starb.

## Liste der Barons Carpenter (1719)
- George Carpenter, 1. Baron Carpenter (1657–1732)
- George Carpenter, 2. Baron Carpenter (um 1695–1749)
- George Carpenter, 1. Earl of Tyrconnell, 3. Baron Carpenter (1723–1762)
- George Carpenter, 2. Earl of Tyrconnell, 4. Baron Carpenter (1750–1805)
- George Carpenter, 3. Earl of Tyrconnell, 5. Baron Carpenter (1788–1812)
- John Carpenter, 4. Earl of Tyrconnell, 6. Baron Carpenter (1790–1853)